# Дернов, Пётр Сергеевич
Пётр Серге́евич Дерно́в (22 октября 1925 — 24 января 1945) — участник Великой Отечественной войны, автоматчик 24-го гвардейского кавалерийского полка 5-й гвардейской кавалерийской дивизии 3-го гвардейского кавалерийского корпуса 2-го Белорусского фронта, Герой Советского Союза (1945), гвардии красноармеец. Закрыл своим телом амбразуру вражеского дзота.

## Биография
Родился 22 октября 1925 года на хуторе Самбековский, ныне в черте города Новошахтинска Ростовской области, в семье рабочего. По национальности русский.
В Красной Армии с апреля 1944 года. С этого же года — на фронте.
Отличился 24 января 1945 года в бою за населённый пункт Вадонг, расположенный в четырёх километрах северо-восточнее города Ольштын (Польша).
Дернов накрыл своим телом пулемёт гитлеровцев, который своим огнём препятствовал наступлению подразделения Красной Армии.
Ценой своей жизни Дернов обеспечил захват 4-м эскадроном переправы и населённого пункта Вадонг, где было уничтожено более 200 немцев. После боя при осмотре в теле П. С. Дернова было обнаружено 46 пулемётных ран.
В представлении командир 24-го гвардейского кавалерийского полка 5-й гвардейской кавалерийской дивизии гвардии подполковник П. Ткаленко описывал подвиг гвардии красноармейца Петра Ивановича Дернова :

«24 января 1945 года при штурме населённого пункта Вадонг Дернов, заметив, откуда бьёт немецкий пулемёт, мешавший продвижению эскадрона, смело прополз вперёд на него и внезапным броском навалился на ведущий огонь пулемёт и закрыл его своим телом».— 
Указом Президиума Верховного Совета СССР от 24 марта 1945 года за образцовое выполнение боевых заданий командования на фронте борьбы с немецкими захватчиками и проявленные при этом мужество и геройство гвардии красноармейцу Дернову Петру Сергеевичу посмертно присвоено звание Героя Советского Союза.
Похоронен в Вадонге (Польша), где ему установлен памятник.

## Награды
- Медаль «Золотая Звезда» Героя Советского Союза.
- Орден Ленина.

## Память
- В посёлке Самбек (ныне в черте города Новошахтинска) на доме, где жил будущий Герой, установлена мемориальная доска.
- Его имя носит мореходное судно.
- На приз памяти Героя проводятся соревнования по боксу в спортшколе № 1 города Новошахтинска.
- Именем Петра Дернова названа улица в Ольштыне, Польша[4].
- В Польше около населённого пункта Вадонг установлен памятный знак в память о подвиге Петра Дернова[4].
- На Аллее Героев в Красном Сулине установлен его барельеф.